# Phalotris lemniscatus
Phalotris lemniscatus — вид отруйних змій родини полозових (Colubridae). Мешкає в Південній Америці.

## Підвиди
Виділяють три підвиди:
- Phalotris lemniscatus lemniscatus (Duméril, Bibron, & Duméril, 1854);
- Phalotris lemniscatus iheringi (Strauch, 1884);
- Phalotris lemniscatus trilineatus (Boulenger, 1889).

## Поширення і екологія
Phalotris lemniscatus мешкають в штаті Ріу-Гранді-ду-Сул на півдні Бразилії, в Уругваї і північній Аргентині. Вони живуть у вологих тропічних лісах та на луках.